# L'Écologie en bas de chez moi
L'Écologie en bas de chez moi est un roman de Iegor Gran publié en 2011. À caractère autofictionnel, il aborde le réchauffement climatique.

## Résumé
En 2009, Iegor trouve un tract dans le hall de son immeuble invitant à regarder le film Home de Yann Arthus-Bertrand. Après l'avoir vu, il écrit un article sur la forme du film dans Libération et se fait traiter d'éco-sceptique. Pour se donner bonne conscience, son ami Vincent se rend au salon « Planète durable ». Face à la thèse du réchauffement climatique, Iegor dit que les probabilités ne s'appliquent pas au vivant.
Un jour, une voisine lui fait démonter un carton qu'il avait mis dans la poubelle verte. Il se rend à son tour au salon « Planète durable » et s'étonne de l'abondance des stands commerciaux. Il déplore l'incivilité des éco-responsables face à ceux qui ne le sont pas.

## Thèmes abordés et thèses
Dans ce livre, l'auteur aborde le thème de la controverse sur le réchauffement climatique, le personnage principal étant un climatosceptique.

## Critiques
Pour Le Monde, « L'Écologie en bas de chez moi est sans doute l'un des livres les plus drôles de ces derniers mois, et l'un des plus salutaires ». Diacritik fait une critique positive de l'ouvrage, estimant que le « récit déploie nos engagements absurdes parce qu’ils ne sont pas réfléchis, mesurés, nuancés et les notes en bas de page, proprement jouissives, mettent le doigt sur nos contradictions. ».

## Éditions françaises
- Éditions P.O.L, 2011  (ISBN 978-2-8180-1334-2)
- Gallimard, Folio no 5446, 2012  (ISBN 978-2-07044797-8)